# أنابيل لامب
أنابيل لامب (بالإنجليزية: Annabel Lamb)‏ هي مغنية مؤلفة ومغنية بريطانية، ولدت في 1958 في سري في المملكة المتحدة.

## وصلات خارجية
- الموقع الرسمي
- أنابيل لامب على موقع ميوزك برينز (الإنجليزية)
- أنابيل لامب على موقع ديسكوغز (الإنجليزية)